# Lisíades (poeta)
Lisíades (grec antic: Λυσιάδης, llatí: Lysiades) fou un poeta atenès. Probablement componia poemes ditiràmbics, atès que consta que va guanyar un premi en un cor de nois. El seu nom apareix al monument de Lisícrates, cosa que permet establir la seva data entorn de la 111 o 112 olimpíada (cap a l'any 335 aC).